# Bouzincourt
Bouzincourt is een gemeente in het Franse departement Somme (regio Hauts-de-France) en telt 505 inwoners (2004). De plaats maakt deel uit van het arrondissement Péronne.

## Geografie
De oppervlakte van Bouzincourt bedraagt 8,1 km², de bevolkingsdichtheid is 62,3 inwoners per km².
De onderstaande kaart toont de ligging van Bouzincourt met de belangrijkste infrastructuur en aangrenzende gemeenten.

## Demografie
Onderstaande figuur toont het verloop van het inwonertal (bron: INSEE-tellingen).